# Simone Mareuil
Pour les articles homonymes, voir Mareuil.
Marie Louise Simonne Vacher dite Simone Mareuil, née le 25 août 1903 à Périgueux (Dordogne) et morte le 24 octobre 1954 dans la même ville, est une actrice de cinéma française.
Elle apparaît notamment en 1929 dans Un chien andalou de Luis Buñuel.

## Biographie
Marie Louise Simonne Vacher nait à Périgueux, au 36 de la rue Kléber, le 25 août 1903 de François Vacher, âgé de 38 ans, capitaine au 50e régiment d'infanterie, et de son épouse Marie Marguerite Soulet, 25 ans, sans profession.
En 1920, elle et ses parents s'installent à Paris. Elle se fait connaître aux studios Gaumont, prend le nom d'artiste de « Simone Mareuil » et commence à apparaître dans des seconds rôles dès 1921 puis dans des rôles plus importants à partir de 1924. Elle enchaine les tournages, notamment : Le Juif errant en 1926, La Petite Chocolatière en 1927 et Peau de pêche en 1928. C'est dans le court-métrage Un chien andalou de Luis Buñuel en 1929 qu'elle obtient son principal rôle, celui de la jeune fille. Elle continue à tourner dans de nombreux films ou courts-métrages jusqu'en 1939. Elle se marie à Périgueux avec l'acteur Philippe Hersent le 15 juin 1940,.
Après la Seconde Guerre mondiale, elle quitte Paris, retourne dans sa région natale et s'installe auprès de sa mère à Coursac, près de Périgueux. Elle tombe en dépression, perd successivement son père et son frère Raymond, et se trouve en instance de divorce lorsqu'elle s'immole par le feu le 24 octobre 1954 dans la cour de la maison familiale à Coursac. Les voisins s'empressent de venir à son secours et elle est transférée très gravement brûlée à l'hôpital de Périgueux où elle meurt le jour même,,. Elle est inhumée au cimetière du Nord de Périgueux.

## Filmographie
- 1921 : Chichinette et Cie d'Henri Desfontaines - la fille au cabaret (non créditée au générique)
- 1922 : Jocelyn de Léon Poirier – une servante (non créditée)
- 1922 : Le Noël du père Lathuile de Pierre Colombier - Trottin (qui se fait cirer ses chaussures) (non créditée)
- 1922 : L'Île sans nom de René Plaissetty – une servante (non créditée)
- 1923 : L'affaire du courrier de Lyon de Léon Poirier – une servante (non créditée)
- 1923 : Survivre d'Édouard Chimot – une servante (non créditée)
- 1924 : L'Ombre du bonheur de Gaston Roudès - Christine de Pedroso
- 1924 : La Fontaine des amours de Roger Lion – une servante (non créditée)
- 1924 : La Galerie des monstres de Jaque-Catelain
- 1924 : J'ai tué de Roger Lion – une servante (non créditée)
- 1924 : Paris de René Hervil – la femme de chambre de Suzy (non créditée)
- 1925 : Chouchou poids plume de Gaston Ravel - Moineau, la petite amie de Chouchou
- 1925 : Les Murailles du silence de Louis de Carbonnat - Henriette Blandin (ou Blanchin ?)
- 1925 : Mylord l'Arsouille de René Leprince - une grisette (non créditée)
- 1925 : Jocaste de Gaston Ravel – la maîtresse de Fellaire de Sizac (non créditée)
- 1926 : Le Noël du mousse (court-métrage) de Félix Léonnec
- 1926 : Le Juif errant de Luitz-Morat - Film tourné en cinq chapitres - Céphise
- 1927 : Genêt d'Espagne de Rainer Gérard-Ortvin - Irène Bertini
- 1927 : La Petite Chocolatière de René Hervil - Rosette
- 1927 : Poker d'as de Henri Desfontaines - Huguette de Rhuys
- 1928 : Un chien andalou de Luis Buñuel (court métrage) - La jeune fille
- 1929 : Ces dames aux chapeaux verts d'André Berthomieu - Arlette, la cousine délurée
- 1929 : La Fée moderne (ou Prospérité) de Jean Benoit-Lévy (court métrage)
- 1929 : Peau de pêche de Jean Benoit-Lévy et Marie Epstein - Lucie, jeune fille
- 1930 : Quand Madelon de Charles-Félix Tavano (court métrage)
- 1930 : Nos maîtres les domestiques de Hewitt Claypoole Grantham-Hayes
- 1931 : Le Cœur de Paris de Jean Benoit-Lévy et Marie Epstein - Jeannette Durand
- 1931 : Le Juif polonais de Jean Kemm  - Annette
- 1932 : Le Soir des rois de Jean Daumery - Suzanne Lenormand
- 1933 : L'Héritier du Bal Tabarin de Jean Kemm - Mademoiselle Longuebois
- 1933 : Mariage à responsabilité limitée de Jean de Limur
- 1933 : Miss Helyett de Hubert Bourlon et Jean Kemm - Lolotte
- 1933 : Une drôle de maison de Jean-Louis Bouquet (court métrage)
- 1936 : L'Amant de Madame Vidal d'André Berthomieu - Suzanne
- 1937 : Le Doigt du destin de Christian Herman (court métrage)
- 1937 : Neuf de trèfle de Lucien Mayrargue - la manucure
- 1939 : Sur le plancher des vaches de Pierre-Jean Ducis - Gaby